# Рабочая улица (Самара)
Рабо́чая у́лица — улица в Ленинском и Железнодорожном районах города Самары. Начинается от Галактионовской улицы, пересекает Самарскую, Садовую, Ленинскую улицы, улицу Братьев Коростелёвых, Арцыбушевскую улицу, улицу Буянова, Никитинскую улицу, заканчивается на улице Агибалова. Прерывается на площади музея Алабина (между Садовой и Ленинской). Проходит параллельно Вилоновской и Красноармейской улицам.

## История
По плану развития города, утверждённому в 1804 году, нынешняя Рабочая улица должна была стать северной границей города. До Октябрьской революции улица носила названия Почтовая, Столыпинская (с 11 мая 1912 года). До 25 сентября 2006 года включала в себя также нынешнюю улицу Шостаковича.

## Здания и сооружения
Улица фрагментарно сохранила историческую застройку.
По нечётной стороне
- № 19 (угол с Самарской улицей, 149) — бывший доходный дом Нуйчева, гимназия Харитоновых (1902—1904 гг., архитектор М. Ф. Квятковский, стиль модерн), ныне здание Технического лицея[4]
- № 37 (угол с Ленинской улицей, 135) — дом купца Рытикова — дом-музей В. И. Ленина (построен в конце XIX века; семья Ульяновых проживала в доме с 1890 по 1893 год)[5]

По чётной стороне
- № 16 — городская усадьба Полуэктова О. А. (1880—1898 гг., стиль: эклектика)[6]
- № 20 (угол с Самарской улицей, 138) — дом М. А. Гринберга (1903 год, архитектор З. Б. Клейнерман)
- № 22 (угол с Самарской улицей, 151) — доходный дом титулярного советника В. Е. Прахова (1902 год[7], архитектор З. Б. Клейнерман)[8]
- № 24 — доходный дом жены надворного советника Е. К. Зайцевой, в котором проживал самарский архитектор Г. Н. Мошков[9]
- № 44, 46 (угол с Ленинской улицей, 137, 139) — городская усадьба М. Ф. Победоносцевой: главный дом (1870-е гг.), флигель (1880-е гг.), доходный дом (1900—1904 гг.)[10]

На углу улиц Ленинской и Рабочей в 2022 году установили скульптуру «Тёма и Жучка» по мотивам произведения Гарина-Михайловского. Автор скульптуры Константин Чернявский.

## Транспорт
Общественный транспорт по Рабочей улице не проходит. По параллельной Красноармейской улице проходит трамвайная линия и несколько маршрутов автобусов.